# Barszcze
Barszcze – wieś w Polsce położona w województwie podlaskim, w powiecie augustowskim, w gminie Bargłów Kościelny. Leży nad jeziorem Dręstwo.
Wieś królewska starostwa rajgrodzkiego w ziemi bielskiej województwa podlaskiego. Figuruje na mapie z 1795 roku.
W latach 1975–1998 miejscowość administracyjnie należała do województwa suwalskiego.